# Anthene hodsoni
Anthene hodsoni är en fjärilsart som beskrevs av Talbot 1935. Anthene hodsoni ingår i släktet Anthene och familjen juvelvingar. Inga underarter finns listade i Catalogue of Life.